# Gobierno Draghi
El Gobierno Draghi fue el 67.º gabinete del Gobierno de Italia y el tercero de la XVIII legislatura, constituido el 13 de febrero de 2021, disuelto el 22 de octubre de 2022 y presidido por Mario Draghi.
Después de la crisis del segundo gobierno de Conte que comenzó el 13 de enero de 2021, hubo un largo período de negociaciones para tratar formar un nuevo gobierno liderado por Giuseppe Conte. Con este propósito, el 29 de enero el presidente de la República Sergio Mattarella otorgó al presidente de la Cámara de Diputados, Roberto Fico, un mandato exploratorio (tras una ronda de consultas) para verificar la existencia de una mayoría sólida. Cuatro días después, el propio Fico comunicó el resultado negativo de las negociaciones a Mattarella; el presidente de la República decidió entonces convocar a Mario Draghi al Palacio del Quirinal para el día siguiente encomendarle la tarea de formar un nuevo gobierno. Draghi aceptó el encargo y tras dos rondas de consultas con todas las fuerzas políticas y conversaciones con los interlocutores sociales, el 13 de febrero de 2021 el Ejecutivo tomó posesión y asumió oficialmente el cargo.

## Miembros del Gobierno

### Composición por petenencia política
Según la pertenencia a los partidos políticos:
| Color | Partido                | Presidente | Ministros | Viceministros | Subsecretarios | Total |
|       | Independientes         | 1          | 10        | -             | 3              | 14    |
|       | Liga                   | -          | 3         | 1             | 8              | 12    |
|       | Partido Democrático    | -          | 3         | 1             | 5              | 9     |
|       | Movimiento 5 Estrellas | -          | 2         | 1             | 5              | 8     |
|       | Acción                 | -          | 2         | -             | -              | 2     |
|       | Juntos por el Futuro   | -          | 1         | 1             | 4              | 6     |
|       | Italia Viva            | -          | 1         | 1             | 1              | 3     |
|       | Artículo Uno           | -          | 1         | -             | 1              | 2     |
|       | Forza Italia           | -          | -         | 1             | 6              | 7     |
|       | Más Europa             | -          | -         | -             | 1              | 1     |
|       | Nosotros con Italia    | -          | -         | -             | 1              | 1     |
|       | Centro Democrático     | -          | -         | -             | 1              | 1     |

## Composición
| Cargo                                          | Titular                              | Titular                              | Titular                              | Subsecretarios | Subsecretarios |
| Presidencia del Consejo de Ministros           | Presidencia del Consejo de Ministros | Presidencia del Consejo de Ministros | Presidencia del Consejo de Ministros | Subsecretarios de Estado a la Presidencia del Consejo de Ministros | Subsecretarios de Estado a la Presidencia del Consejo de Ministros |
| ---------------------------------------------- | ------------------------------------ | ------------------------------------ | ------------------------------------ | --- | --- |
| Presidente del Consejo de Ministros            |                                      |                                      | Mario Draghi (Independiente)         | - Roberto Garofoli (Independiente) Secretario del Consejo de Ministros - Vincenzo Amendola (PD) - Giuseppe Moles (FI) - Bruno Tabacci (CD) - Franco Gabrielli (Independiente) - Valentina Vezzali (FI) | - Roberto Garofoli (Independiente) Secretario del Consejo de Ministros - Vincenzo Amendola (PD) - Giuseppe Moles (FI) - Bruno Tabacci (CD) - Franco Gabrielli (Independiente) - Valentina Vezzali (FI) |
| Ministros sin cartera                          | Ministros sin cartera                | Ministros sin cartera                | Ministros sin cartera                | Subsecretarios de Estado | Subsecretarios de Estado |
| Relaciones con el Parlamento                   |                                      |                                      | Federico D'Incà (Independiente)      | - Deborah Bergamini (FI) - Simona Malpezzi (PD) (hasta el 25 de marzo de 2021) - Caterina Bini (PD) (desde el 31 de marzo de 2021)                                                                     | - Deborah Bergamini (FI) - Simona Malpezzi (PD) (hasta el 25 de marzo de 2021) - Caterina Bini (PD) (desde el 31 de marzo de 2021)                                                                     |
| Innovación tecnológica y transición digital    |                                      |                                      | Vittorio Colao (Independiente)       | - Assuntela Messina (PD) | - Assuntela Messina (PD) |
| Función Pública                                |                                      |                                      | Renato Brunetta (Independiente)      | | |
| Asuntos regionales y autonomías                |                                      |                                      | Mariastella Gelmini (Acción)         | | |
| Política de cohesión                           |                                      |                                      | Mara Carfagna (Acción)               | - Dalila Nesci (Juntos por el Futuro) | - Dalila Nesci (Juntos por el Futuro) |
| Política juvenil                               |                                      |                                      | Fabiana Dadone (M5S)                 | | |
| Igualdad de oportunidades y familia            |                                      |                                      | Elena Bonetti (IV)                   | | |
| Discapacidad                                   |                                      |                                      | Erika Stefani (LSP)                  | | |
| Ministerio                                     | Ministros                            | Ministros                            | Ministros                            | Viceministros | Subsecretarios de Estado |
| Asuntos Exteriores y Cooperación Internacional |                                      |                                      | Luigi Di Maio (Juntos por el Futuro) | - Marina Sereni (PD) | - Manlio Di Stefano (Juntos por el Futuro) - Benedetto Della Vedova (+E) |
| Interior                                       |                                      |                                      | Luciana Lamorgese (Independiente)    | | - Nicola Molteni (LSP) - Ivan Scalfarotto (IV) - Carlo Sibilia (M5S) |
| Justicia                                       |                                      |                                      | Marta Cartabia (Independiente)       | | - Anna Macina (Juntos por el Futuro) - Francesco Paolo Sisto (FI) |
| Defensa                                        |                                      |                                      | Lorenzo Guerini (PD)                 | | - Giorgio Mulé (FI) - Stefania Pucciarelli (LSP) |
| Economía y Finanzas                            |                                      |                                      | Daniele Franco (Independiente)       | - Laura Castelli (Juntos por el Futuro) | - Claudio Durigon (LSP) (hasta el 2 de septiembre de 2021) - Maria Cecilia Guerra (Art.1) - Alessandra Sartore (PD) - Federico Freni (Independiente) (desde el 23 de septiembre de 2021)               |
| Desarrollo económico                           |                                      |                                      | Giancarlo Giorgetti (LSP)            | - Gilberto Pichetto Fratin (FI) - Alessandra Todde (M5S) | - Anna Ascani (PD) |
| Políticas Agrícolas, Alimentarias y Forestales |                                      |                                      | Stefano Patuanelli (M5S)             | | - Francesco Battistoni (FI) - Gian Marco Centinaio (LSP) |
| Transición ecológica                           |                                      |                                      | Roberto Cingolani (Independiente)    | | - Ilaria Fontana (M5S) - Vannia Gava (LSP) |
| Infraestructura y Movilidad sostenible         |                                      |                                      | Enrico Giovannini (Independiente)    | - Teresa Bellanova (IV) - Alessandro Morelli (LSP) | - Giancarlo Cancelleri (M5S) |
| Trabajo y Políticas Sociales                   |                                      |                                      | Andrea Orlando (PD)                  | | - Rossella Accoto (M5S) - Tiziana Nisini (LSP) |
| Educación                                      |                                      |                                      | Patrizio Bianchi (Independiente)     | | - Barbara Floridia (M5S) - Rossano Sasso (LSP) |
| Universidad e Investigación                    |                                      |                                      | Maria Cristina Messa (Independiente) | | |
| Cultura                                        |                                      |                                      | Dario Franceschini (PD)              | | - Lucia Borgonzoni (LSP) |
| Sanidad                                        |                                      |                                      | Roberto Speranza (Art.1)             | | - Pierpaolo Sileri (Juntos por el Futuro) - Andrea Costa (NcI) |
| Turismo                                        |                                      |                                      | Massimo Garavaglia (LSP)             | | |